# Bistum Coventry und Lichfield
Das Bistum Coventry und Lichfield (lateinisch Dioecesis Conventrensis et Lichefeldensis) war eine im heutigen Vereinigten Königreich gelegene römisch-katholische Diözese mit Sitz in Coventry.

## Geschichte

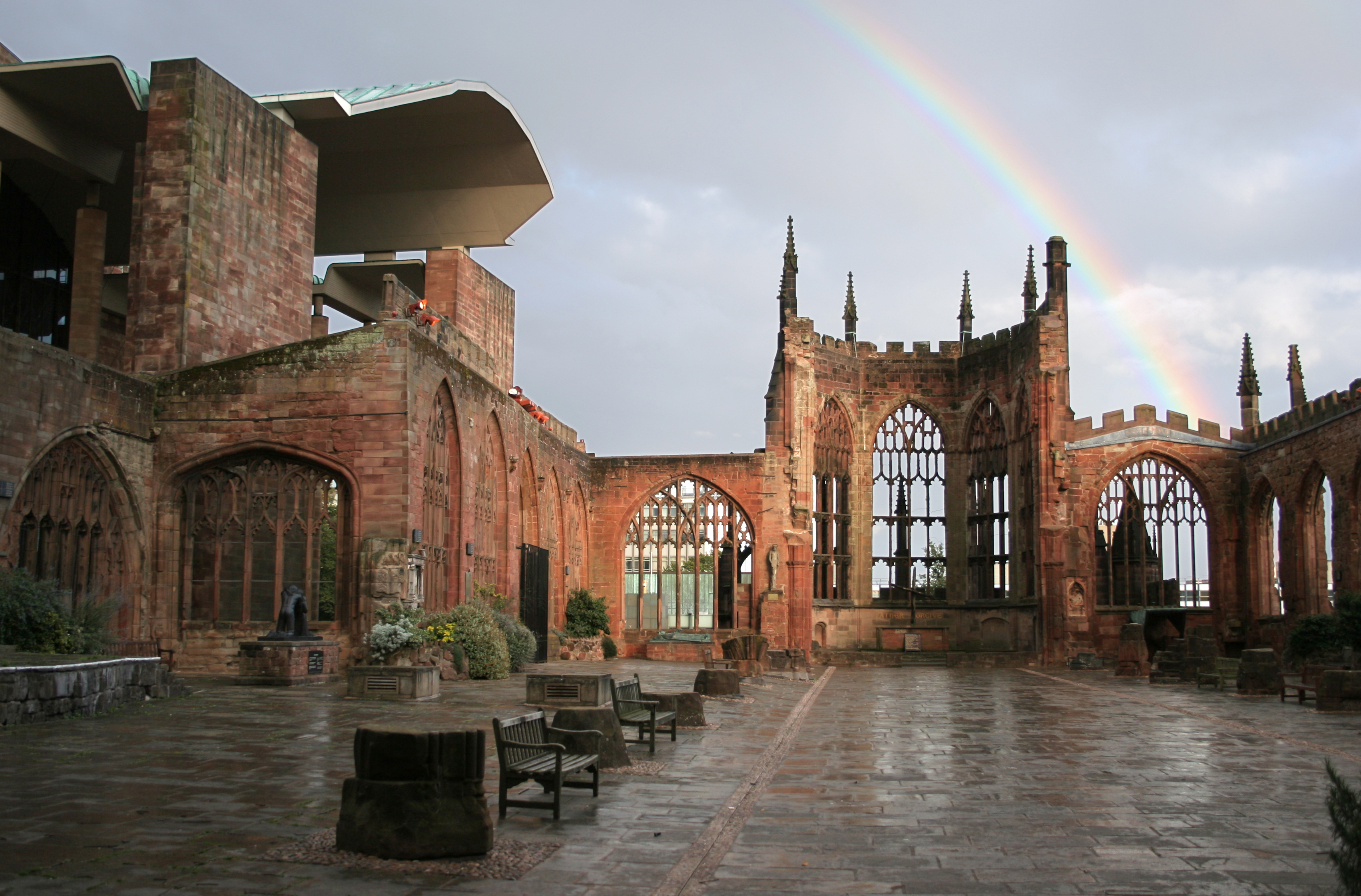
Kathedrale in Coventry

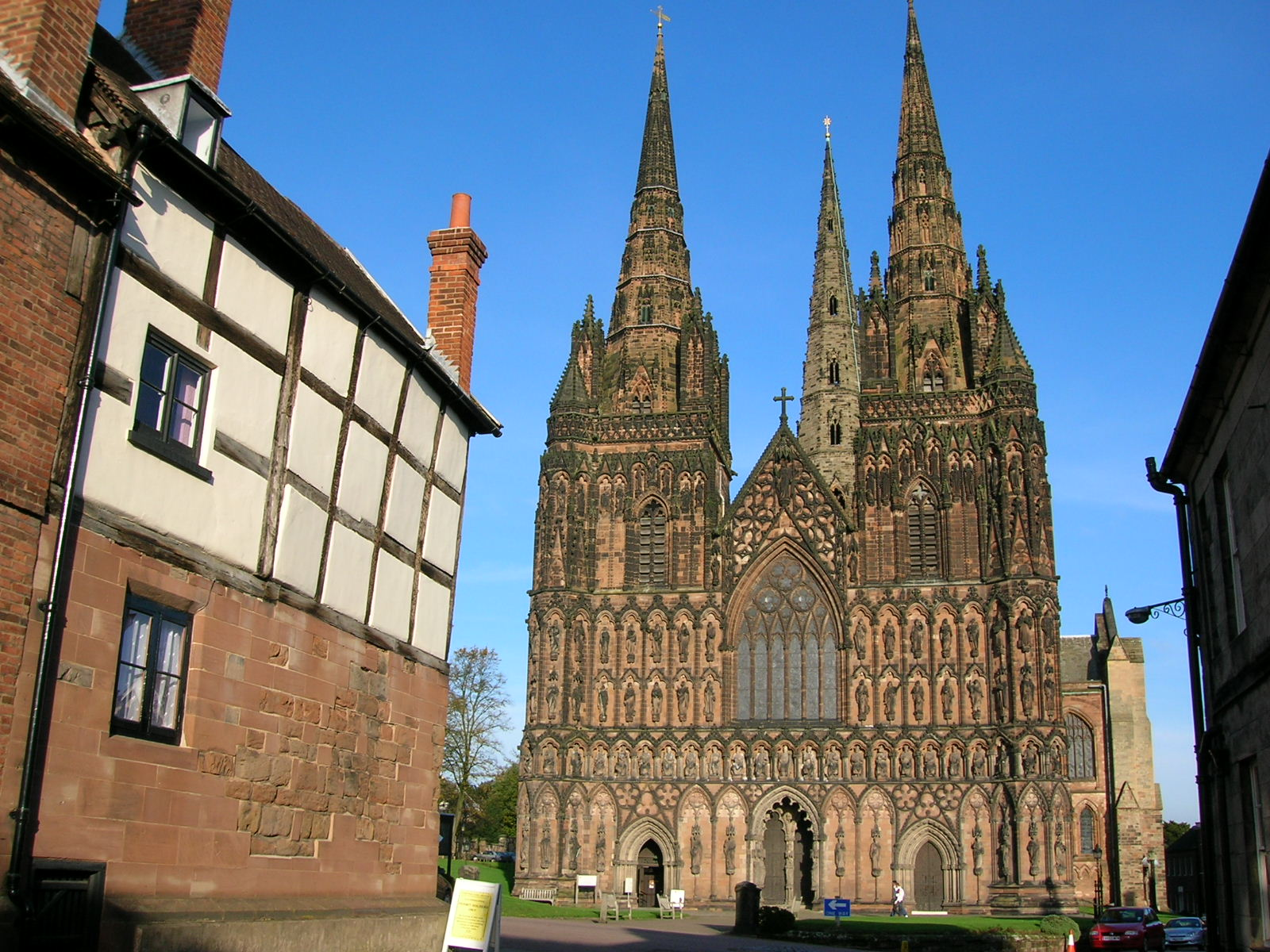
Kathedrale in Lichfield

Das Bistum Coventry und Lichfield wurde im Jahre 656 als Bistum Mercia errichtet. Erster Bischof war Diuma. Im Jahre 669 verlegte Bischof Chad den Bischofssitz von Mercia nach Lichfield. Zwischen 676 und 680 gab das Bistum Lichfield Teile seines Territoriums zur Gründung der Bistümer Hereford, Leicester, Lindsey und Worcester ab.
Im Jahre 787 wurde das Bistum Lichfield zum Erzbistum erhoben. Das Erzbistum Lichfield wurde im Jahre 803 wieder zum Bistum herabgestuft. Bischof Peter verlegte im Jahre 1075 den Bischofssitz von Lichfield nach Chester. Am 18. April 1102 verlegte Bischof Robert de Limesey den Bischofssitz von Chester nach Coventry. 1239 wurde das Bistum Lichfield in Bistum Coventry und Lichfield umbenannt.
In den 1530er Jahren, während der Reformation unter Heinrich VIII. wurde das Bistum anglikanisch. Dabei verlor die Kathedrale von Coventry ihren Status als Kathedrale. Der letzte römisch-katholische Bischof, Ralph Baynes, starb am 24. November 1559.
Das Bistum Coventry und Lichfield war dem Erzbistum Canterbury als Suffraganbistum unterstellt.
Das Bistum umfasste die Grafschaften Derbyshire, Shropshire, Staffordshire und Warwickshire. Es gliederte sich in vier Archidiakonate: Derby, Shrewsbury, Stafford und Coventry.